# Romualdas Murauskas
Romualdas Murauskas (Kaunas, 2 ottobre 1934 – Kaunas, 23 maggio 1979) è stato un pugile sovietico, fino al 1940 lituano.

## Palmarès

### Olimpiadi
- 1 medaglia:
  - 1 bronzo (Stoccolma 1956 nei pesi mediomassimi)